# Rascal Does Not Dream of Bunny Girl Senpai
Rascal Does Not Dream of Bunny Girl Senpai (litt. « Le coquin ne rêve pas de son aînée en Bunny girl »),, de son titre original Seishun buta yarō (青春ブタ野郎, litt. « Jeune gros porc »), abrégée Aobuta (青ブタ, litt. « Porc bleu »), est le titre général d'une série de light novel écrite par Hajime Kamoshida et illustrée par Kēji Mizoguchi. L'histoire suit la vie de Sakuta Azusagawa qui doit résoudre différents cas concernant des jeunes filles atteintes du mystérieux syndrome de la puberté. Elle est éditée par Kadokawa (anciennement ASCII Media Works) dans sa collection Dengeki Bunko depuis avril 2014.
Deux adaptations en manga des deux premiers romans ont été publiées dans le Dengeki G's Comic de Kadokawa, ; Ototo édite la version française de l'adaptation du premier roman depuis mars 2020 et le deuxième à partir de juin 2020,. Le troisième roman est également adapté en manga et est publié sur ComicWalker. Une adaptation en série télévisée d'animation par le studio CloverWorks est diffusée pour la première fois au Japon entre le 4 octobre et le 27 décembre 2018,. Une suite en film d'animation est sortie le 15 juin 2019,.
En 2023, deux nouveaux films d'animation sont sortis : le premier, Rascal Does Not Dream of a Sister Venturing Out, adaptant le huitième volume, sort le 23 juin 2023 tandis que le deuxième, Rascal Does Not Dream of a Knapsack Kid, qui est une suite adaptant le neuvième tome, sort le 1er décembre de la même année. Une nouvelle saison, suivant les derniers films, est prévue pour le 5 juillet 2025 et se nomme Rascal Does Not Dream of Santa Claus.

## Intrigue
La vie de Sakuta Azusagawa prend une tournure inattendue lorsqu'il rencontre l'actrice adolescente Mai Sakurajima, qui se promène dans une bibliothèque vêtue d'un costume de bunny girl. Mai est intriguée par le fait que Sakuta est la seule personne qui peut la voir, car les autres personnes en sont incapables, même si elle s'habille normalement ou tente de rester à l'écart de la vie de célébrité. Appelant ce phénomène le « syndrome de la puberté » (思春期症候群, Shishunki shōkōgun), Sakuta décide de résoudre ce mystère, tout en continuant à se rapprocher de Mai et à rencontrer d'autres filles souffrantes de ce syndrome d'adolescence.
Les histoires se déroulent en grande partie dans la préfecture de Kanagawa, le plus souvent dans la ville de Fujisawa et avec de temps en temps des plans sur l'île d'Enoshima,.

## Personnages

### Personnages principaux
Sakuta Azusagawa (梓川 咲太, Azusagawa Sakuta)
Voix japonaise : Kaito Ishikawa,, voix française : Simon Herlin
Ayant mauvaise réputation après avoir, soi-disant, fait hospitaliser trois personnes, Sakuta tente de rester discret jusqu'à sa rencontre avec Mai, qui l'incite à enquêter sur le syndrome de la puberté. Le syndrome de Shōko l'a également touché, lui infligeant 3 entailles sur le torse. Il est franc, sarcastique et direct avec son entourage notamment avec les filles mais il est altruiste et attentionné, prêt à donner de son temps pour aider les autres.
Mai Sakurajima (桜島 麻衣, Sakurajima Mai)
Voix japonaise : Asami Setō,, voix française : Samira Mameche
Fatiguée par la pression de son travail d'actrice, Mai décide de faire une pause dans sa carrière mais réalise soudainement que les gens sont incapables de reconnaître son existence, à l'exception de Sakuta, qui accepte de l'aider à comprendre ce qui se passe. Elle se rapprochera de lui au fil du récit. Elle rencontre pour la première fois Sakuta à la bibliothèque, alors qu'elle portait une tenue de bunny girl afin d'attirer l'attention des gens. Mai est le personnage central du premier roman.
Kaede Azusagawa (梓川 かえで, Azusagawa Kaede) / Kaede Azusagawa (梓川 花楓, Azusagawa Kaede)
Voix japonaise : Yurika Kubo,, voix française : Marie Polet
La petite sœur de Sakuta et une autre victime du syndrome de la puberté. Kaede a commencé à se blesser mystérieusement après avoir s'être fait harceler en ligne et reçu des menaces de mort sur son téléphone portable, ce qui l'a laissée avec une phobie des étrangers. Elle ne s'est rétablie qu'après avoir fermé ses comptes sur les réseaux sociaux et arrêté d'aller à l'école. Après cela, elle reste chez Sakuta, avec seulement son chat pour lui tenir compagnie. Elle aime beaucoup son frère et le rejoint souvent au lit pendant qu'il dort. Malgré son chagrin, Sakuta soutient son rétablissement progressif. Pendant sa convalescence, Kaede partage son temps entre la vie chez ses parents à Yokohama et chez Sakuta à Fujisawa. Elle finit par s'inscrire à un programme de lycée en ligne et travaille dans le même restaurant que son frère avec Tomoe. Kaede est le personnage central des cinquième et huitième romans.
Tomoe Koga (古賀 朋絵, Koga Tomoe)
Voix japonaise : Nao Tōyama,, voix française : Anne-Charlotte Piau
Tomoe est une élève de première année au lycée de Sakuta. Elle a d'abord rencontré Sakuta dans un parc alors qu'il tentait d'aider une petite fille à retrouver sa mère, ce qui conduit Tomoe à accuser Sakuta d'être un pédophile. Tomoe est le personnage central du deuxième roman.
Rio Futaba (双葉 理央, Futaba Rio)
Voix japonaise : Atsumi Tanezaki,, voix française : Marion Billy
Rio est l'unique membre du club de sciences du lycée de Sakuta et de Mai et l'une des seuls amis de Sakuta. Elle croit fermement que le syndrome de la puberté est un mythe. En raison de son manque de confiance sur son apparence, un de ses clones apparaît avec une personnalité différente et publie en ligne des photos suggestives d'elle-même. Elle a le béguin pour Yuma Kunimi. Rio est le personnage central du troisième roman.
Nodoka Toyohama (豊浜 のどか, Toyohama Nodoka)
Voix japonaise : Maaya Uchida,, voix française : Sarah Gevart
Nodoka est la demi-sœur de Mai et un membre d'un groupe d'idoles. Elle a échangé de corps avec Mai en raison de son complexe d'infériorité et de sa jalousie envers elle mais elles sont revenues dans leur corps d'origine après avoir réalisé qu'elle n'était pas obligée d'être exactement comme Mai. Nodoka est le personnage central du quatrième roman.
Shōko Makinohara (牧之原 翔子, Makinohara Shōko)
Voix japonaise : Inori Minase,, voix française : Léa Goguey-Cailac
Shōko porte le même nom que le premier amour de Sakuta. C'est une collégienne timide qui tombe sur Sakuta lors d'un orage. Il est révélé plus tard qu'elle est la Shōko que Sakuta a rencontré pendant son enfance, mais qui a dû déménager pour se remettre d'une transplantation cardiaque. Shoko est le personnage central des sixième et septième roman.

### Personnages secondaires
Yūma Kunimi (国見 佑真, Kunimi Yūma)
Voix japonaise : Yūma Uchida (ja), voix française : Thomas Debaene,
Le meilleur ami de Sakuta. Il sort avec Saki Kamisato. Il est membre du club de basket-ball et travaillait dans le même restaurant que Sakuta et Tomoe. Après le lycée, il est devenu pompier.
Saki Kamisato (上里 沙希, Kamisato Saki)
Voix japonaise : Himika Akaneya (ja), voix française : Alexandra Michel,
Saki est la petite amie de Yūma. Elle déteste Sakuta et souhaite qu'il cesse d'être un ami de Yuma, car son statut de solitaire rend Yuma, et surtout elle, moins populaire. Après le lycée, elle fait des études d'infirmière dans la même université que Sakuta et commence à être plus sympa avec lui.
Fumika Nanjō (南条 文香, Nanjō Fumika)
Voix japonaise : Satomi Satō, voix française : Mélissandre Fortumeau,
Fumika est une journaliste qui s'intéresse au syndrome de la puberté et croit que les cicatrices sur la poitrine de Sakuta ont été causées par ce syndrome.
Uzuki Hirokawa (広川 卯月, Hirokawa Uzuki)
Voix japonaise : Sora Amamiya
Uzuki est la chanteuse principale du groupe Sweet Bullet dont Nodoka fait partie. Au lycée, elle suit ses cours à distance. Quand elle arrive à l'université, elle suit le même programme que Sakuta avant d'abandonner pour se consacrer à sa carrière d'idol.
Mère Noël Minijupe (ミニスカサンタ, Minisuka Santa)
Voix japonaise : Reina Ueda
C'est une jeune femme que seul Sakuta peut voir et qui prétend être Touko Kirishima. Elle se balade en tenue de mère noël en mini-jupe transportant un gros sac et transmet des syndromes de la puberté à des personnes de la fac, notamment à Uzuki et Ikumi.
Sara Himeji (姫路 紗良, Himeji Sara)
Voix japonaise : Konomi Kohara
C'est une élève de première année qui était scolarisée dans l'ancien collège de Sakuta. Elle est également élève à la fac où se situe ce dernier.
Miori Mitō (美東 美織, Mitō Miori)
Voix japonaise : Manaka Iwami
Étudiante de première année dans la même université que Sakuta, elle lui a parlé pour la première fois lors d'une soirée d'intégration. Elle semble connaître le syndrome de la puberté.

## Productions et supports

### Light novel
La série des light novel Seishun buta yarō (青春ブタ野郎) est écrite par Hajime Kamoshida et illustrée par Kēji Mizoguchi. Kadokawa (anciennement ASCII Media Works), avec sa collection Dengeki Bunko, édite les romans de avril 2014 à octobre 2024 comptabilisant quinze volumes.
En Amérique du Nord, la série est publiée par Yen Press depuis avril 2020,.

#### Liste des volumes
| no | Japonais                                                                                           | Japonais          | Japonais                                                                  |
| no | Titre                                                                                              | Date de sortie    | ISBN                                                                      |
| --- | -------------------------------------------------------------------------------------------------- | ----------------- | ------------------------------------------------------------------------- |
| 1 | Seishun buta yarō wa banīgāru-senpai no yume o minai (青春ブタ野郎はバニーガール先輩の夢を見ない)  | 10 avril 2014     | 978-4-04-866487-5                                                         |
| 2 | Seishun buta yarō wa puchidebiru-kōhai no yume o minai (青春ブタ野郎はプチデビル後輩の夢を見ない)  | 9 août 2014       | 978-4-04-866808-8                                                         |
| 3 | Seishun buta yarō wa rojikaruwitchi no yume o minai (青春ブタ野郎はロジカルウィッチの夢を見ない)   | 10 janvier 2015   | 978-4-04-869173-4                                                         |
| 4 | Seishun buta yarō wa shisukon'aidoru no yume o minai (青春ブタ野郎はシスコンアイドルの夢を見ない)  | 9 mai 2015        | 978-4-04-865135-6                                                         |
| 5 | Seishun buta yarō wa orusuban imōto no yume o minai (青春ブタ野郎はおるすばん妹の夢を見ない)       | 10 septembre 2015 | 978-4-04-865394-7                                                         |
| 6 | Seishun buta yarō wa yumemiru shōjo no yume o minai (青春ブタ野郎はゆめみる少女の夢を見ない)       | 10 juin 2016      | 978-4-04-865891-1                                                         |
| 7 | Seishun buta yarō wa hatsukoi shōjo no yume o minai (青春ブタ野郎はハツコイ少女の夢を見ない)       | 8 octobre 2016    | 978-4-04-892281-4                                                         |
| 8 | Seishun buta yarō wa o dekake shisutā no yume o minai (青春ブタ野郎はおでかけシスターの夢を見ない) | 10 avril 2018     | 978-4-04-893585-2                                                         |
| 9 | Seishun buta yarō wa randoserugāru no yume o minai (青春ブタ野郎はランドセルガールの夢を見ない)    | 10 octobre 2018   | 978-4-04-912017-2                                                         |
| 10 | Seishun buta yarō wa mayoeru shingā no yume o minai (青春ブタ野郎は迷えるシンガーの夢を見ない)     | 7 février 2020,   | 978-4-04-912850-5 (édition standard) 978-4-04-912901-4 (édition spéciale) |
| EXTRA : L'édition spéciale de ce volume est comprise avec un drama CD intitulé Seishun buta yarō wa paudāsunō no yume o minai (青春ブタ野郎はパウダースノーの夢を見ない). | |                   |                                                                           |
| 11 | Seishun buta yarō wa naichingēru no yume o minai (青春ブタ野郎はナイチンゲールの夢を見ない)        | 10 décembre 2020  | 978-4-04-912902-1                                                         |
| 12 | Seishun buta yarō wa mai suchūdento no yume o minai (青春ブタ野郎はマイスチューデントの夢を見ない) | 9 décembre 2022   | 978-4-04-913936-5                                                         |
| 13 | Seishun buta yarō wa santakurōsu no yume o minai (青春ブタ野郎はサンタクロースの夢を見ない)        | 7 juillet 2023    | 978-4-04-914867-1                                                         |
| 14 | Seishun buta yarō wa gārufurendo no yume o minai (青春ブタ野郎はガールフレンドの夢を見ない)        | 9 août 2024       | 978-4-04-915131-2                                                         |
| 15 | Seishun buta yarō wa Dia Furendo no yume o minai (青春ブタ野郎はディアフレンドの夢を見ない)        | 10 octobre 2024   | 978-4-04-915132-9                                                         |

### Manga
Une adaptation en manga par Tsugumi Nanamiya du premier roman, intitulé Seishun buta yarō wa Bunny Girl-senpai no yume o minai (青春ブタ野郎はバニーガール先輩の夢を見ない, Seishun buta yarō wa banīgāru-senpai no yume o minai), est lancée dans le numéro de janvier 2016 du magazine de prépublication Dengeki G's Comic, sorti le 30 novembre 2015. Le dernier chapitre est publié dans le numéro d'octobre 2018, paru le 30 août 2018. Kadokawa a édité le premier volume tankōbon en octobre 2016 ; un second volume est sorti en octobre 2018. En janvier 2020, Ototo a annoncé l'acquisition de la licence du manga pour la version française sous le nom Rascal Does Not Dream of Bunny Girl Senpai et a publié le premier volume depuis mars 2020,.
Le deuxième light novel, intitulé Seishun buta yarō wa Petit Devil-kōhai no yume o minai (青春ブタ野郎はプチデビル後輩の夢を見ない, Seishun buta yarō wa puchidebiru-kōhai no yume o minai), est également adaptée en manga par Tsukumo Asakusa ; cette adaptation a aussi débuté dans le Dengeki G's Comic avec le numéro de mai 2018, paru le 30 mars 2018. Le dernier chapitre est publié dans le numéro de février 2019, sorti le 27 décembre 2018,. Kadokawa a édité le premier volume tankōbon en octobre 2018 ; au total, deux volumes tankōbon ont été publiés,. En juin 2020, Ototo a annoncé l'acquisition de la licence du manga pour la version française sous le nom Rascal Does Not Dream of Little Devil Kohai et prévoit de publier le premier volume pour mars 2020,.
Tsukako Akina dessine l'adaptation du troisième roman intitulé Seishun buta yarō wa Logical Witch no yume o minai (青春ブタ野郎はロジカルウィッチの夢を見ない) ; celle-ci est publiée sur la plateforme ComicWalker de Kadokawa depuis le 1er août 2020. Kadokawa a édité le premier volume tankōbon en décembre 2020
Akuro Yoshibe dessine l'adaptation du cinquième roman intitulé Seishun buta yarō wa orusuban imōto no yume o minai (青春ブタ野郎はおるすばん妹の夢を見ない) ; celle-ci est publiée sur le plateformes G's Channel et ComicWalker de Kadokawa depuis le 30 avril 2023. Kadokawa a édité le premier volume tankōbon en novembre 2023.
Eranto began dessine l'adaptation du septième roman intitulé Seishun buta yarō wa hatsukoi shōjo no yume o minai (青春ブタ野郎はハツコイ少女の夢を見ない) ; celle-ci est publiée sur le plateformes G's Channel et ComicWalker de Kadokawa depuis le 30 avril 2023. Kadokawa a édité le premier volume tankōbon en octobre 2023.
Une adaptation en manga du quatrième roman, intitulé Seishun buta yarō wa shisukon aidoru no yume o minai (青春ブタ野郎はシスコンアイドルの夢を見ない), dessinée par Jun Miyazaki, a commencé sa sérialisation sur la plateforme G's Channel le 25 décembre 2023. Le premier volume tankōbon a été publié le 10 juin 2025.

### Anime

#### Saison 1

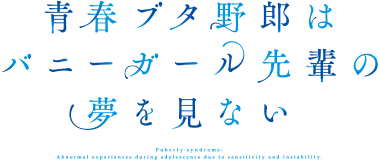
Logo original de la série d'animation.

Une adaptation en anime a été annoncée en mars 2018 via l'ouverture d'un site officiel dédié,. Celle-ci est réalisée par Sōichi Masui au sein du studio d'animation CloverWorks, avec Kazuya Iwata comme assistant réalisateur, Masahiro Yokotani pour l'écriture et la supervision des scripts, Satomi Tamura en tant que character designer et le trio fox capture plan (ja) pour composer la musique,,. La série est diffusée pour la première fois au Japon sur ABC entre le 4 octobre et le 27 décembre 2018, et un peu plus tard sur Tokyo MX, GTV, GYT, BS11 et Mētele,. La série est composée de 13 épisodes répartis dans cinq coffrets Blu-ray/DVD.
Wakanim détient les droits de diffusion en simulcast de la série dans les pays francophones sous le titre Rascal Does Not Dream of Bunny Girl Senpai ; mais également en Allemagne, en Autriche, dans les pays nordiques et dans les pays russophones,,. Depuis le 20 octobre 2021, Wakanim diffuse également une version doublée en français de la série, le doublage est dirigé par Jérémy Zylberberg. Aniplex of America la diffuse sur hulu et FunimationNow en Amérique du Nord. En Australie et en Nouvelle-Zélande, la série est aussi licenciée par AnimeLab. MVM Entertainment distribue les Blu-ray/DVD de la série dans les îles britanniques. Crunchyroll diffuse également en streaming en Amérique, en Australie, en Nouvelle-Zélande, au Royaume-Uni et en Irlande,.
La chanson de l'opening de la série, intitulée Kimi no sei (君のせい), est réalisée par le groupe The Peggies; tandis que la chanson d'ending, intitulée Fukashigi no Karte (不可思議のカルテ), est interprétée par Asami Seto, Yurika Kubo, Nao Tōyama, Atsumi Tanezaki, Maaya Uchida, et Inori Minase sous les noms de leurs personnages.
| No | Titre français                              | Titre japonais                         | Titre japonais                         | Date de 1re diffusion |
| No | Titre français                              | Kanji                                  | Rōmaji                                 | Date de 1re diffusion |
| --- | ------------------------------------------- | -------------------------------------- | -------------------------------------- | --------------------- |
| 1 | Mon aînée est une Bunny girl                | 先輩はバニーガール                     | Senpai wa banīgāru                     | 4 octobre 2018        |
| [Light novel 1] - Le 29 mai, Sakuta Azusagawa se réveille d'un rêve vague et consulte son journal qui décrit comment, le 6 mai, il a rencontré une aînée de l'école vêtue d'un costume de bunny girl dans la bibliothèque publique. Son nom, cependant, a été effacé du journal. Mai Sakurajima, une célébrité adolescente, s'est rendue à la bibliothèque de Fujisawa ce jour-là pour vérifier si les gens là-bas pouvaient encore la voir. En pause dans sa carrière, elle a repris l'école, mais c'est à mi-parcours après que les élèves ont déjà formé leurs cercles sociaux. Pour maintenir le statu quo, personne ne s'est lié d'amitié avec elle et son existence reste largement ignorée. Cependant, à travers des tests, elle a récemment réalisé que mis à part l'école, il y avait d'autres endroits dans lesquels les gens étaient également incapables de reconnaître son existence. Ces zones continuent de croître et deviennent de plus en plus gênant pour cette dernière. Étant sûr qu'elle souffre du syndrome de la puberté, une légende urbaine sur des phénomènes et pouvoirs spéciaux qui ont affecté sa sœur dans le passé, Sakuta tente de l'aider à comprendre ce qui s'est passée pour l'empêcher de disparaître complètement. |                                             |                                        |                                        |                       |
| 2 | La confusion va de pair avec le 1er rencard | 初デートに波乱は付き物                 | Hatsu dēto ni haran wa tsukimono       | 11 octobre 2018       |
| [Light novel 1] - Rio Futaba explique sa compréhension du « syndrome de la puberté » à l'aide de la mécanique quantique et du chat de Schrödinger. Sakuta continue de discuter avec Mai de sa situation. Sakuta révèle qu'il a eu connaissance du conflit de Mai avec son manager, qui est également sa mère, grâce à Fumika Nanjo en lui proposant une photo de ses cicatrices. Mai contacte ensuite Fumika, demandant à cette dernière de ne pas publier la photo de Sakuta, en lui proposant à la place une interview exclusive sur sa décision de revenir dans le monde du divertissement - et non par l'intermédiaire de sa mère. Mai prend alors rendez-vous avec Sakuta pour sortir avec elle, mais nie le fait qu'il s'agit d'un rendez-vous. Sur le chemin de son rencard, Sakuta est impliqué dans un malentendu avec une fille à propos d'une enfant perdue dans lequel les deux concernés se donnent mutuellement un coup de pied dans les fesses, retardant ainsi son arrivée. Lorsqu'ils sortent ensemble, Mai prend également rendez-vous avec sa mère pour l'informer de sa décision. Cependant, même sa mère ne peut plus la voir, ni même s'en souvenir. Sakuta décide alors d'emmener Mai pour voyager plus loin afin de savoir s'il existe quelqu'un d'autre qui peut la voir et se souvenir d'elle, mais en vain. La nuit, ils doivent se reposer dans la même chambre d'hôtel. Lorsque Mai prend un bain, Sakuta contacte Yuma et Rio et constate qu'ils se souviennent encore de Mai. Puis Sakuta et Mai dorment sur le même lit et discutent pour savoir si Sakuta l'oubliera aussi. Mai propose à ce dernier de l'embrasser, comme indiqué au début de l'histoire, mais Sakuta choisit de ne pas le faire. |                                             |                                        |                                        |                       |
| 3 | Un monde sans toi                           | 君だけがいない世界                     | Kimi dake ga inai sekai                | 18 octobre 2018       |
| [Light novel 1] - Le lendemain matin, Sakuta révèle qu'il n'a pas dormi de la nuit. À l'école, il découvre que ses camarades, y compris Yuma et Tomoe mais également la fille qu'il avait rencontrée avant son « rendez-vous », ont oublié Mai. Rio suppose que l'atmosphère de l'école et le sommeil fait que les élèves ne se souviennent plus d'elle ; comme le chat de Schrödinger, son existence ne peut être confirmée par ceux qui refusent de la reconnaître. En tant que telle, Sakuta tente de rester éveillée à l'approche des examens de mi-session. Alors qu'il étudie avec Mai, elle l'endort avec des somnifères et lui fait ses adieux. Le jour de l'examen, Sakuta l'a oubliée jusqu'à ce que ses souvenirs reviennent après avoir repéré un kanji qu'ils avaient étudié ensemble, le poussant à se précipiter hors de sa salle de classe. Devant toute l'école, il lui avoue son amour. Désormais à nouveau reconnaissable par ses camarades de classe, Mai annonce la vérité sur le syndrome de Sakuta. |                                             |                                        |                                        |                       |
| 4 | Pas de lendemain pour les gros porcs        | ブタ野郎に明日がない                   | Buta yarō ni ashita ga nai             | 25 octobre 2018       |
| [Light novel 2] - Le 27 juin, Sakuta continue sa journée en déjeunant avec Mai, qui accepte ses sentiments pour elle, et croise Maezawa, un membre du club de basketball, demandant à Tomoe de sortir avec lui. Cependant, le 27 juin commence à se répéter tandis que Sakuta se retrouve coincée dans une boucle temporelle, ce que Rio attribue au phénomène du démon de Laplace. Pour sortir de ce cycle interminable, elle lui suggère d'essayer de trouver la personne qui ne se comporte pas de la même façon alors que la journée se répète, conduisant ainsi Sakuta à Tomoe. Tout en se cachant sous un bureau, elle explique à ce dernier que sa meilleure amie est amoureuse de Maezawa, d'où sa réticence. Sakuta et Tomoe tombent finalement l'un sur l'autre, provoquant la colère de Maezawa et de Mai quand ils retrouvent les deux. La boucle se termine finalement, mais Mai disparaît. Tomoe propose plus tard qu'elle et Sakuta entament une fausse relation jusqu'aux vacances d'été. |                                             |                                        |                                        |                       |
| 5 | Un tas de mensonges pour toi                | ありったけの嘘を君に                   | Arittake no uso o kimi ni              | 1er novembre 2018     |
| [Light novel 2] - Maintenant en « couple » avec Sakuta, la réputation de Tomoe commence à fléchir puisque des rumeurs font surface sur le fait qu'elle serait une fille facile. Néanmoins, les deux se font des rancards. À la gare, Maezawa se moque du couple, poussant Sakuta à se battre avec lui et le vainc finalement tout en l'humiliant. Quand ils quittent la scène, Sakuta assure à Tomoe qu'ils resteront amis après la fin de leur relation. |                                             |                                        |                                        |                       |
| 6 | Le monde que tu as choisi                   | 君が選んだこの世界                     | Kimi ga eranda kono sekai              | 8 novembre 2018       |
| [Light novel 2] - Le 18 juillet, juste avant les vacances d'été, Sakuta and Tomoe se mettent d'accord pour « se séparer » après un dernier rencard sur la plage. Néanmoins, Sakuta entre de nouveau dans une boucle temporelle qui répète plusieurs fois cette journée ; contrairement à la première boucle, Tomoe n'est pas consciente de ce cycle. Après une conversation avec Rio, il réalise que Tomoe avait menti sur ses sentiments. Au lieu d'aller à la plage, Sakuta choisi de l'emmèner à Enoshima et lui fait face, où elle reconnaît qu'elle est tombée amoureuse de ce dernier. Le jour suivant, il est à nouveau le 27 juin, répétant ainsi les événements du 4e épisode mais à la différence que cette fois-ci, Mai embrasse Sakuta sur la joue. En rentrant chez eux, le couple rencontre une collégienne nommée Shōko Makinohara qui porte le même nom et est identique à une autre fille dont Sakuta était tombé amoureux plus jeune. |                                             |                                        |                                        |                       |
| 7 | La jeunesse est un paradoxe                 | 青春はパラドックス                     | Seishun wa paradokkusu                 | 15 novembre 2018      |
| [Light novel 3] - Shōko commence à se rendre régulièrement chez Sakuta pour s'occuper d'un chaton errant qu'elle a trouvé. Lors d'une excursion à la bibliothèque, Sakuta parle avec Rio de Shōko quand il remarque qu'elle a les cheveux coiffés et qu'elle ne porte pas ses lunettes. Après avoir retrouvé Mai, le couple voit Rio entrer dans un cybercafé ; alors que Sakuta essaie de l'appeler pour la retrouver dans le bâtiment, il repère une deuxième Rio dans le café. Cette dernière va chez Sakuta avec lui, où elle suggère que la duplication est le résultat de deux personnalités qui sont passées par la téléportation quantique. L'autre Rio est également d'accord avec l'idée, mais elle croit savoir pourquoi. Au cours d'une conversation avec Saki, Sakuta apprend que Rio a publié des photos osées d'elle-même sur les réseaux sociaux. |                                             |                                        |                                        |                       |
| 8 | Tout déverser lors d'une pluie torrentielle | 大雨の夜にすべてを流して               | Ōame no yoru ni subete o nagashite     | 22 novembre 2018      |
| [Light novel 3] - Rio explique qu'elle a eu du mal avec sa confiance sur son physique ; alors qu'une partie d'elle-même apprécie l'attention, l'autre n'aime pas que son apparence soit la cause de celle-ci, conduisant à la première à se présenter sous la forme de son clone. Réalisant que l'autre Rio publiait les images en ligne ; à la gare, elle reçoit un message menaçant d'un utilisateur inconnu et demande à Sakuta de l'accompagner jusque chez elle. Cette nuit-là, Sakuta convainc Yuma de les rejoindre, pour ensuite s'amuser avec des feux d'artifice sur la plage avant de planifier la visite du festival de feux d'artifice. Le lendemain, la Rio qui était chez Sakuta s'enfuit, obligeant ce dernier à la rechercher sous la pluie ; il la retrouve à l'école, mais s'effondre à cause d'un rhume. À l'hôpital, Sakuta rassure Rio sur le fait qu'elle est elle-même. Elle appelle plus tard son autre personnalité et demande à aller au festival, les unifiant ainsi. |                                             |                                        |                                        |                       |
| 9 | Sister Panic                                | シスターパニック                       | Shisutā Panikku                        | 29 novembre 2018      |
| [Light novel 4] - Le nouveau trimestre a commencé, bien que Sakuta, à qui il est interdit d'assister à des rendez-vous publics avec Mai en raison de la politique de son agence, est incapable de la retrouver. Après l'avoir vue dans la rue, il découvre qu'elle a échangé son corps avec Nodoka Toyohama, une idole et la demi-sœur cadette de Mai. Alors qu'elles tentent de s'adapter à leur nouvelle vie, Sakuta apprend que les sœurs s'en veulent mutuellement à cause des attentes de leurs mères respectifs, Nodoka étant particulièrement dégoûtée de devoir vivre dans l'ombre de sa sœur aînée. Pendant le tournage d'une scène, Nodoka s'évanouit alors que ce qui est habituellement une routine pour Mai s'avère trop pénible pour elle. Mai donne plus tard la clé de sa maison à Sakuta et lui ordonne de ne pas ouvrir un certain placard. Dans son appartement, Sakuta commente les efforts de Nodoka et, pendant qu'elle se baigne, il s'approche de ce placard. |                                             |                                        |                                        |                       |
| 10 | Complex Congratulation                      | コンプレックスこんぐらっちゅれーしょん | Konpurekkusu Kongurachurēshon          | 6 décembre 2018       |
| [Light novel 4] - Sakuta trouve une boîte dans le placard interdit par Mai et l'ouvre. Plus tard ce soir là, Nodoka et lui regardent une série dans laquelle Mai a joué mais regardent accidentellement un film d'horreur. Quand il rentre chez lui, Kaede le salue dans son uniforme scolaire, tandis que Mai lui donne des billets pour le prochain concert du groupe d'idoles de Nodoka. Bien que Mai excelle dans la représentation, Nodoka est bouleversée quand elle observe sa mère féliciter Mai. À la plage, Nodoka tente de se noyer avant que Sakuta ne l'arrête et lui dit que Mai l'aime vraiment. Lorsqu'elle demande une explication, Sakuta lui donne la boîte contenant les lettres qu'elle a écrites à Mai quand elles étaient plus jeunes ; Mai explique qu'elle a lu et les a gardés pour la motiver malgré le stress de son travail. Elle ajoute que la mère de Nodoka s'inquiétait pour son bonheur alors qu'elle tente de répondre aux attentes, la priant de poursuivre ses propres objectifs. Lorsqu'elles se prennent dans les bras, elles retrouvent leur apparence d'origine. Rio suppose que le phénomène soit une variante de la téléportation quantique issue d'une Nodoka qui voulait ressembler à sa sœur aînée et peut-être à la jalousie de Mai pour cette dernière. Peu de temps après, Nodoka s'installe chez Mai après s'être disputée avec sa mère, tandis que la relation de Mai et de Sakuta devient publique. |                                             |                                        |                                        |                       |
| 11 | La Quête de Kaede                           | かえでクエスト                         | Kaede Kuesuto                          | 13 décembre 2018      |
| [Light novel 5] - Lors d'une conférence de presse, Mai explique le rôle de Sakuta dans sa vie et son influence sur sa décision de reprendre le métier d'actrice. Inspirée, Kaede décide d'organiser une liste d'objectifs, notamment répondre au téléphone, aller à l'extérieur et aller à l'école. Avec l'aide de Sakuta, elle commence à atteindre chaque objectif, allant finalement au parc et à la plage. Alors qu'elle joue à la plage, elle tombe sur Kotomi Kano, son amie d'enfance, mais elle n'a aucun souvenir d'elle ; Sakuta révélant ainsi que cette dernière a perdu ses souvenirs d'antan. |                                             |                                        |                                        |                       |
| 12 | Vivre dans un rêve sans fin                 | 覚めないの夢の続きを生きている         | Samenai no yume no tsuzuki o ikite iru | 20 décembre 2018      |
| [Light novel 5] - Sakuta explique l'état de Kaede à Mai et à Nodoka : en raison du cyberharcèlement intense qu'elle a subi, Kaede a commencé à faire l'expérience d'une amnésie dissociative. Inquiets pour cette dernière, leur mère a fini par avoir une dépression nerveuse et Sakuta a reçu les cicatrices sur son torse. En lisant une note dans un livre qu'elle avait prêté à Kotomi, Kaede s'effondre tandis ses souvenirs d'antan commencent à revenir, mais au risque d'oublier sa vie actuelle. Kaede, accompagné de Sakuta, essaie d'aller à l'école, mais son traumatisme refait surface lorsqu'elle repère d'autres élèves. Au lieu de cela, ils se rendent au zoo pour lui remonter le moral avant de revenir à l'école vidée la nuit. Avec personne autour, Kaede est rassurée par cette excursion et déclare qu'elle est prête à retourner à l'école. Le lendemain matin, cependant, l'ancienne personnalité de Kaede est revenue au prix de ses récents souvenirs accumulés pendant deux ans. |                                             |                                        |                                        |                       |
| 13 | La Fin d'une nuit interminable              | 明けない夜の夜明け                     | Akenai yoru no yoake                   | 27 décembre 2018      |
| [Light novel 5] - Alors qu'il rendait visite à Kaede à l'hôpital, Sakuta fond en larme et regrette son incapacité à sauver sa précédente vie, faisant rouvrir ses cicatrices. Une Shōko plus âgée, qu'il avait rencontré plus jeune, s'occupe momentanément de lui. Alors qu'il se baigne, elle lit ce que Kaede a marqué dans le journal qu'elle a commencé à écrire peu après sa perte de mémoire initiale ; s'attendant à retrouver ses anciens souvenirs et à ce que Sakuta réagisse négativement, Kaede a créé sa liste d'objectifs afin de lui fournir des souvenirs heureux une fois qu'elle retrouverait sa personnalité d'antan. Le lendemain, Sakuta remarque une note laissée par Shōko avant de découvrir que les deux versions d'elle ont complètement disparu ; Rio suggère que cette dernière n'était qu'une illusion créée par Sakuta. En rentrant à la maison, Mai lit la note et s'en va furieusement, incitant Sakuta à la suivre jusqu'à son lieu de tournage. Avec ce rendez-vous improvisé, Mai s'excuse de n'avoir pas été là pour l'aider à traverser sa crise, ce à quoi il répond qu'il est simplement heureux de l'avoir à ses côtés. Après cela, Sakuta aide Kaede à ranger ses affaires à l'hôpital et la remercie, cette dernière exprime aussi son envie d'aller à l'école, sachant qu'elle n'est plus seule. |                                             |                                        |                                        |                       |

#### Films d'animation

##### Rascal does not Dream of a Dreaming Girl

Logo original du film d'animation.

Lors de la projection en avant-première des deux premiers épisodes de la série télévisée le 15 septembre 2018, un projet de film d'animation y est également annoncé. Intitulé Seishun buta yarō wa yumemiru shōjo no yume o minai (青春ブタ野郎はゆめみる少女の夢を見ない, litt. « Le jeune gros porc ne rêve pas d'une fille de rêve »), il adapte les sixième et septième light novel de la série. Le personnel de la série télévisée et les seiyū reprennent leurs rôles,. Celui-ci est sorti le 15 juin 2019 dans les salles japonaises,. Aniplex a sorti les coffrets DVD/Blu-ray le 27 novembre 2019.
Aniplex of America a projeté le long-métrage en avant-première américaine lors de l'Anime Expo le 7 juillet 2019 sous le titre Rascal Does Not Dream of a Dreaming Girl ; les projections américaines ont eu lieu les 2 et 3 octobre 2019 suivi ensuite des canadiennes les 4 et 5 octobre. Aniplex of America publiera le coffret Blu-ray du film le 30 juin 2020. En France, Wakanim a annoncé une projection exceptionnelle du film sous le titre Rascal Does Not Dream of a Dreaming Girl au Grand Rex à Paris et au Kinepolis de Lomme à Lille le 30 juillet 2019 ; Wakanim diffuse aussi le film en streaming depuis novembre 2019 dans les pays francophones, les pays nordiques et dans les pays russophones,,. Aniplus Asia a projeté le film en Asie du Sud-Est ; notamment à Singapour les 17 et 18 août 2019, en Thaïlande le 24 août et aux Philippines à partir du 13 novembre 2019.

##### Rascal does not Dream of a Sister Venturing Out
Annoncé en septembre 2022 lors du Aniplex Online Fest, quatre ans après le premier opus, le film adapte le huitième volume du light novel et s'intitule Seishun Buta Yarō ha Odekake Sisuta no Yume wo Minai (青春ブタ野郎はおでかけシスターの夢を見ない, litt. « Le jeune gros porc ne rêve pas d'une sœur qui sort dehors »). Il sort dans les salles japonaises en fin juin 2023,. Aux Etats-Unis, une avant-première fut projetée durant l'AnimeExpo en juillet 2023 puis au cinéma en mars 2023.

##### Rascal Does Not Dream of a Knapsack Kid
Annoncé en même temps que Rascal does not Dream of a Sister Venturing Out, ce film, qui est la suite de ce dernier, adapte le neuvième tome du light novel marquant la fin de l'arc Lycée. Il sort officiellement en salles au Japon le 1er décembre 2023. 

#### Saison 2
Le 23 novembre 2024, une bande annonce dévoilant la suite est sortie ainsi qu'un nouveau visuel. Cette saison s'intitule Rascal Does Not Dream of Santa Claus et adapte l'arc Université (suite du tome 9 du light novel). Il a été également annoncé que la seiyuu Reina Ueda incarne le rôle d'un personnage principal. Le 22 mars 2025, lors de l'AnimeJapan de 2025, un nouveau trailer a été diffusé dévoilant l'opening ainsi que le cast et la date de sortie prévue pour le 5 juillet 2025. La série est diffusée sur Crunchyroll dans les pays occidentaux.  
Le générique d'ouverture s'intitule Snowdrop et il est interprété par la groupe Coton Candy tandis que le générique de fin s'intitule Suiheisen wa Boku no Furukizu (水平線は僕の古傷) et est interprété par Sora Amamiya, Aya Yamane, Konomi Kohara et Reina Ueda dans leurs personnages respectifs.  
| No     | Titre français                 | Titre japonais           | Titre japonais                  | Date de 1re diffusion |
| No     | Titre français                 | Kanji                    | Rōmaji                          | Date de 1re diffusion |
| ------ | ------------------------------ | ------------------------ | ------------------------------- | --------------------- |
| 1 (14) | La puberté n'est pas terminé   | 思春期は終わらない       | Shishunki wa Owaranai           | 5 juillet 2025        |
| 2 (15) | L'ambiance, ça a quel goût ?   | 空気の味は何の味？       | Kūki no Aji wa Nani no Aji?     | 12 juillet 2025       |
| 3 (16) | Idol Song                      | アイドルソング           | Aidoru songu                    | 19 juillet 2025       |
| 4 (17) | L'alliée de la justice         | 正義の味方               | Seiginomikata                   | 26 juillet 2025       |
| 5 (18) | Dissonances                    | 不協和音                 | Fukyōwaon                       | 2 août 2025           |
| 6 (19) | Toi, moi et la mémoire         | 記憶領域の君と僕         | Kioku Ryōiki no Kimi Toboku     | 9 août 2025           |
| 7 (20) | Au-delà de l'espace de Hilbert | ヒルベルト空間の彼方から | Hiruberuto kūkan no kanata kara | 16 août 2025          |
| 8 (21) | Secret et promesse             | 秘密と約束               | Himitsu to yakusoku             | 23 août 2025          |

## Accueil
En novembre 2018, il a été annoncé que la série de romans a atteint le million de copies imprimées,. En janvier 2019, le 1er, 2e, 6e et 7e volumes de la série de light novel font partie des light novel les plus vendus du mois du classement de l'Oricon. Avec 536 494 exemplaires écoulés entre le 19 novembre 2018 et le 17 novembre 2019, Seishun buta yarō se place 5e du classement de l'Oricon des light novel les plus vendus en 2019. Pour la première moitié de 2020, l'Oricon indique que la série est la 9e des light novel les plus vendus sur des ventes de 18 novembre 2019 au 17 mai 2020 avec un total de 173 391 exemplaires. Le tirage de la série a dépassé les deux millions d'exemplaires en décembre 2020.
Mai Sakurajima a été nommé ambassadrice estivales des relations publiques de la Commission du film du Shōnan Fujisawa (ja) lors d'une cérémonie organisée le 27 mai 2019,.
Le film d'animation Rascal does not Dream of a Dreaming Girl se classe 7e au box-office japonais lors du weekend de sa sortie avec 66 000 entrées rapportant 100 millions de yens (soit un peu plus de 822 000 euros). Lors de la séance de remerciements pour le grand succès du film qui a eu le 28 juin 2019, il a été révélé que le long-métrage a récolté depuis sa sortie plus de 250 millions de yens (plus de 2 millions d'euros). Le film a rapporté au total 373 520 090 de yens (près de 3,074 millions d'euros) le 7 juillet 2019.

### Annotations
1. ↑  Il s'agit d'une traduction anglaise du titre du premier volume de la série, Seishun buta yarō wa Bunny Girl senpai no yume o minai (青春ブタ野郎はバニーガール先輩の夢を見ない, Seishun buta yarō wa banīgāru-senpai no yume o minai?).
2. ↑  Parfois traduit en « syndrome de l'adolescence ».
3. ↑  Littéralement « Le jeune gros porc ne rêve pas de son aînée en Bunny girl ».
4. ↑  Littéralement « Le jeune gros porc ne rêve pas de sa petite diable de cadette ».
5. ↑  Littéralement « Le jeune gros porc ne rêve pas d'une sorcière logique ».
6. ↑  Littéralement « Le jeune gros porc ne rêve pas d'une idole siscon ».
7. ↑  Littéralement « Le jeune gros porc ne rêve pas d'une petite sœur garde-maison ».
8. ↑  Littéralement « Le jeune gros porc ne rêve pas d'une fille rêvant ».
9. ↑  Littéralement « Le jeune gros porc ne rêve pas d'une fille vivant son premier amour ».
10. ↑  Littéralement « Le jeune gros porc ne rêve pas d'une sœur en promenade ».
11. ↑  Littéralement « Le jeune gros porc ne rêve pas d'une fille avec un randoseru ».
12. ↑  Littéralement « Le jeune gros porc ne rêve pas d'une chanteuse perdue ».
13. ↑  Littéralement « Le jeune gros porc ne rêve pas de neige poudreuse ».
14. ↑  Littéralement « Le jeune gros porc ne rêve pas de Nightingale ».
15. ↑  Littéralement « Le jeune gros porc ne rêvent pas d'être mes élèves ».
16. ↑  Littéralement « Le jeune gros porc ne rêvent pas de Noël ».
17. ↑  Littéralement « Le jeune gros porc ne rêvent pas de copines ».
18. ↑  Littéralement « Le jeune gros porc ne rêvent pas d'un cher ami ».
19. ↑  La série est programmée pour le 3 octobre à 26 h 20, soit le 4 octobre 2018 à 2 h 20 JST.

### Sources
1. ↑  (en) Karen Ressler, « Aniplex of America Announces DAKAICHI, Rascal Does Not Dream of Bunny Girl Senpai Anime for Fall Season (Updated) : Both series debut in Japan in October », sur Anime News Network, 22 septembre 2018 (consulté le 2 octobre 2018)
2. 1 2 3  (en) Jennifer Sherman, « Seishun Buta Yarō Anime Reveals Visual, Staff : Sōichi Masui directs at A-1 Pictures' CloverWorks studio », sur Anime News Network, 9 juillet 2018 (consulté le 2 octobre 2018)
3. 1 2  (en) Crystalyn Hodgkins, « Seishun Buta Yarō Light Novel Series Gets TV Anime : High school series revolves around mysterious "puberty syndrome" », sur Anime News Network, 9 mars 2018 (consulté le 2 octobre 2018)
4. 1 2  (en) Jennifer Sherman, « Seishun Buta Yarō Anime Casts Nao Tōyama, Reveals Visual : Voice promo videos preview Mai, Tomoe », sur Anime News Network, 9 avril 2018 (consulté le 28 septembre 2018)
5. 1 2  (ja) « 『青春ブタ野郎はバニーガール先輩の夢を見ない』新連載スタート!! », sur Dengeki G's Comic,‎ 27 novembre 2015 (consulté le 2 octobre 2018)
6. 1 2  (ja) « 『青春ブタ野郎』シリーズから『プチデビル後輩』編のコミカライズ新連載決定！ », sur Dengeki G's Comic,‎ 2 mars 2018 (consulté le 2 octobre 2018)
7. 1 2  « Le manga Rascal Does Not Dream of Bunny Girl Senpai acquis par Ototo », sur manga-news.com, 23 janvier 2020 (consulté le 24 janvier 2020)
8. 1 2  « Le manga Rascal Does Not Dream of Little Devil Kohai, 2e arc de la série Bunny Girl Senpai, à paraître chez Ototo », sur manga-news.com, 4 juin 2020 (consulté le 4 juin 2020)
9. 1 2  (ja) « 『青春ブタ野郎はロジカルウィッチの夢を見ない』のコミカライズ連載が開始 », sur ln-news.com,‎ 2 août 2020 (consulté le 27 décembre 2020)
10. 1 2  (en) Rafael Antonio Pineda, « Seishun Buta Yarō Anime Premieres on October 3 », sur Anime News Network, 14 août 2018 (consulté le 2 octobre 2018)
11. 1 2  (ja) « On Air : 放送情報 », sur Site officiel (consulté le 2 octobre 2018)
12. 1 2  (en) Crystalyn Hodgkins, « Seishun Buta Yarō Anime Film Reveals New Visual, June 15 Debut : Film adapts 6th, 7th light novels in series », sur Anime News Network, 9 février 2019 (consulté le 9 février 2019)
13. 1 2  (ja) « 映画「青春ブタ野郎はゆめみる少女の夢を見ない」は6月公開、翔子のビジュアルも », sur natalie.mu,‎ 9 février 2019 (consulté le 9 février 2019)
14. ↑  (ja) « 藤沢舞台、アニメ「青ブタ」 : 10月から放送スタート », sur townnews.co.jp,‎ 28 septembre 2018 (consulté le 5 décembre 2018)
15. ↑  (en) Wilhelm Donko, « Anime vs. Real Life: Rascal Does Not Dream of Bunny Girl Senpai [Part 3] : Check out more of the real-world locations of Rascal Does Not Dream of Bunny Girl Senpai », sur Crunchyroll, 5 décembre 2018 (consulté le 5 décembre 2018)
16. 1 2 3 4 5 6 7 8  (ja) « Staff·Cast », sur Site officiel (consulté le 2 octobre 2018)
17. 1 2 3  (ja) « 「青春ブタ野郎」が10月にTVアニメ化！石川界人、瀬戸麻沙美、久保ユリカが出演 », sur natalie.mu,‎ 10 mars 2018 (consulté le 5 décembre 2018)
18. 1 2 3 4 5 6 7 8 9 10 11  (en) « Rascal Does Not Dream of Bunny Girl Senpai (TV) », sur Anime News Network (consulté le 18 octobre 2021)
19. ↑  (en) Jennifer Sherman, « Seishun Buta Yarō Anime Casts Atsumi Tanezaki : Video, visual preview Tanezaki's role as Rio Futaba », sur Anime News Network, 14 mai 2018 (consulté le 28 septembre 2018)
20. ↑  (en) Jennifer Sherman, « Seishun Buta Yarō Anime Casts Maaya Uchida : Video, visual preview Uchida's role as Nodoka Toyohama », sur Anime News Network, 28 mai 2018 (consulté le 28 septembre 2018)
21. ↑  (en) Jennifer Sherman, « Seishun Buta Yarō Anime Casts Inori Minase : Video, visual preview Minase's role as Shōko Makinohara », sur Anime News Network, 27 juin 2018 (consulté le 28 septembre 2018)
22. 1 2 3  (en) Jennifer Sherman, « Seishun Buta Yarō Anime Reveals Video, Additional Cast, Songs : Yūma Uchida, Himika Akaneya, Satomi Satou join cast », sur Anime News Network, 27 août 2018 (consulté le 28 septembre 2018)
23. ↑  (ja) « 2024年10月発売の注目ラノベをPickup！ 青春ブタ野郎はディアフレンドの夢を見ない／魔女の旅々／スパイ教室などの最新刊が登場 », sur ln-news.com,‎ 10 octobre 2024 (consulté le 10 octobre 2024)
24. ↑  (en) Jennifer Sherman, « Yen Press Adds The Hero Is Overpowered but Overly Cautious, 13 More Manga/Novels (Updated) : Titles include: Im: Great Priest Imhotep, Afterschool Bitchcraft, RaW Hero », sur Anime News Network, 4 juillet 2019 (consulté le 8 février 2020)
25. ↑  (en) « Rascal Does Not Dream of Bunny Girl Senpai, Vol. 1 (light novel) : Hajime Kamoshida », sur Yen Press (consulté le 8 février 2020)
26. ↑  (ja) « 電撃G’sコミック2018年10月号 », sur Dengeki G's Comic (consulté le 31 mars 2019)
27. ↑  (ja) « 【10月8日付】本日発売の単行本リスト », sur natalie.mu,‎ 8 octobre 2016 (consulté le 2 octobre 2018)
28. 1 2  (ja) « 「青春ブタ野郎」プチデビル1巻＆バニーガール先輩2巻、コミカライズ版同時発売 », sur natalie.mu,‎ 10 octobre 2018 (consulté le 10 octobre 2018)
29. ↑  « Rascal Does Not Dream of Bunny Girl Senpai : la lièvre et le tordu », sur Ototo, 23 janvier 2020 (consulté le 24 janvier 2020)
30. ↑  (ja) « 電撃G’sコミック2019年２月号 », sur Dengeki G's Comic (consulté le 31 mars 2019)
31. ↑  (ja) Tsukumo Asakusa (@asa_kusa_99), « 先日発売のG'sコミックにてコミカライズ「青春ブタ野郎はプチデビル後輩の夢を見ない」無事完結しました。 », sur Twitter,‎ 29 décembre 2018 (consulté le 31 mars 2019)
32. ↑  (ja) « 【12月10日付】本日発売の単行本リスト », sur natalie.mu,‎ 10 décembre 2018 (consulté le 10 octobre 2018)
33. ↑  (ja) Tsukumo Asakusa (@asa_kusa_99), « １２月１０日発売予定のコミカライズ版「青春ブタ野郎はプチデビル後輩の夢を見ない」２巻（完）の書影が公開されました。 », sur Twitter,‎ 26 novembre 2018 (consulté le 31 mars 2019)
34. ↑  « Rascal Does Not Dream of Little Devil Kohai : le jour de la marotte », sur Ototo, 4 juin 2020 (consulté le 4 juin 2020)
35. ↑  (ja) « 「青春ブタ野郎」シリーズ第3弾、咲太の友人・理央をめぐる物語コミカライズ版1巻 », sur natalie.mu,‎ 27 décembre 2020 (consulté le 27 décembre 2020)
36. ↑  (ja) « 『青春ブタ野郎はおるすばん妹の夢を見ない』のコミカライズ連載が開始 », sur In-News,‎ 17 mai 2023 (consulté le 8 octobre 2023)
37. ↑  (ja) « 『青春ブタ野郎はゆめみる少女の夢を見ない』のコミカライズ連載が開始 », sur In-News,‎ 16 mai 2023 (consulté le 8 octobre 2023)
38. ↑  (ja) 「青春ブタ野郎」シリーズ コミック公式, « ＼✨第１話掲載日決定✨／ » ,‎ 11 décembre 2023
39. ↑  (ja) « 「青春ブタ野郎」が10月にTVアニメ化！石川界人、瀬戸麻沙美、久保ユリカが出演 », sur natalie.mu,‎ 10 mars 2018 (consulté le 2 octobre 2018)
40. ↑  (ja) « 「青春ブタ野郎」新キービジュにバニーガール姿の麻衣、制作はCloverWorks », sur natalie.mu,‎ 10 juillet 2018 (consulté le 2 octobre 2018)
41. ↑  (ja) « Blu-ray & DVD : 青春ブタ野郎はバニーガール先輩の夢を見ない 5 », sur Site officiel,‎ 11 octobre 2018 (consulté le 17 octobre 2018)
42. ↑  Taison, « RASCAL DOES NOT DREAM OF BUNNY GIRL SENPAI, UNE NOUVELLE PÉPITE ARRIVE EN SIMULCAST SUR WAKANIM ! », sur Wakanim, 2 octobre 2018 (consulté le 2 octobre 2018)
43. ↑  (de) « Rascal Does Not Dream of Bunny Girl Senpai », sur Wakanim (consulté le 26 octobre 2019)
44. ↑  (en) « Rascal Does Not Dream of Bunny Girl Senpai », sur Wakanim (consulté le 26 octobre 2019)
45. ↑  (ru) « Rascal Does Not Dream of Bunny Girl Senpai », sur Wakanim (consulté le 26 octobre 2019)
46. ↑  Marine Crzt, « RASCAL DOES NOT DREAM OF BUNNY GIRL SENPAI EN VF INTÉGRALE DÈS LE 20 OCTOBRE », sur Wakanim, 18 octobre 2021 (consulté le 29 octobre 2021)
47. ↑  (en) Rafael Antonio Pineda, « Rascal Does Not Dream of Bunny Girl Senpai Anime's English-Subtitled Trailer Reveals Hulu, Funimation Streaming : Anime premieres on Wednesday, also streams on Crunchyroll », sur Anime News Network, 3 octobre 2018 (consulté le 26 octobre 2019)
48. ↑  (en) Kerrie Fulker, « AnimeLab Fall Simulcast Lineup 2018! : This simulcast season is chockas full of fan favourites. Which ones are you watching? », sur animelab.com, 8 novembre 2018 (consulté le 26 octobre 2019)
49. ↑  (en) Normanic Grav, « MVM Licenses Anohana, Domestic Girlfriend, Rascal Bunny Girl Senpai, Revue Starlight & More », sur animeuknews.net, 25 mai 2019 (consulté le 26 octobre 2019)
50. ↑  (en) Joseph Luster, « Crunchyroll Announces Fall 2018 Anime Simulcast Lineup! : Latest update: 10/19 », sur Crunchyroll, 28 septembre 2018 (consulté le 5 décembre 2018)
51. ↑  (en) Karen Ressler, « Crunchyroll Adds DAKAICHI, Rascal Does Not Dream of Bunny Girl Senpai Anime Simulcasts : English-subtitled trailers streamed », sur Anime News Network, 2 octobre 2018 (consulté le 5 décembre 2018)
52. ↑  (ja) « Music : Opening », sur Site officiel (consulté le 2 octobre 2018)
53. ↑  (ja) « Music : Ending », sur Site officiel (consulté le 2 octobre 2018)
54. ↑  (en) Egan Loo, « Seishun Buta Yarō Anime Gets Theatrical Film Project in 2019 : Project adapts 6th, 7th light novel volumes about mysterious girl Shōko Makinohara », sur Anime News Network, 15 septembre 2018 (consulté le 2 octobre 2018)
55. ↑  (ja) « アニメ「青春ブタ野郎」劇場版が2019年に公開、小説の第6・7弾を描く », sur natalie.mu,‎ 15 septembre 2018 (consulté le 2 octobre 2018)
56. ↑  (en) Egan Loo, « Seishun Buta Yarō Anime Film's 2nd Ad Confirms Cast, Staff, Early Summer Opening : TV anime's cast, staff return for film adapting 6th, 7th light novel volumes », sur Anime News Network, 29 décembre 2018 (consulté le 29 décembre 2018)
57. ↑  (ja) « 劇場版「青ブタ」公開は来年初夏、水瀬いのりのボイス入りCMも », sur natalie.mu,‎ 30 décembre 2018 (consulté le 30 décembre 2018)
58. ↑  (ja) « 青春ブタ野郎はゆめみる少女の夢を見ない », sur Site officiel (consulté le 14 avril 2020)
59. ↑  (en) Jennifer Sherman, « Anime Expo Hosts Rascal Does Not Dream of a Dreaming Girl Film's U.S. Premiere : English-subtitled trailer previews July 7 film screening », sur Anime News Network, 17 juin 2019 (consulté le 18 juin 2019)
60. ↑  (en) Rafael Antonio Pineda, « Aniplex USA, Funimation to Screen Rascal Does Not Dream of a Dreaming Girl Film in U.S., Canada in October : U.S. screenings open on October 2, 3; Canadian screenings on October 4, 5 », sur Anime News Network, 31 août 2019 (consulté le 1er septembre 2019)
61. ↑  (en) Jennifer Sherman, « Aniplex USA to Release Rascal Does Not Dream of a Dreaming Girl Film on BD in June : Release bundles booklet with art, production materials », sur Anime News Network, 10 avril 2020 (consulté le 14 avril 2020)
62. ↑  LizzyLiz, « DEUX PROJECTIONS SUR GRAND ÉCRAN POUR LE FILM RASCAL DOES NOT DREAM OF A DREAMING GIRL ! », sur Wakanim, 3 juillet 2019 (consulté le 5 juillet 2019)
63. ↑  Wakanim (@Wakanim), « 🐰 Rascal Does Not Dream of a Dreaming Girl sera disponible le 27 novembre à 12h00 en exclusivité sur Wakanim ! », sur Twitter,‎ 13 novembre 2019 (consulté le 13 novembre 2019)
64. ↑  (en) Wakanim Nordic (@WakanimEU), « 🐰 Rascal Does Not Dream of a Dreaming Girl on the 27th November at 11:00 A.M (gmt) », sur Twitter,‎ 13 novembre 2019 (consulté le 13 novembre 2019)
65. ↑  (ru) Wakanim RU (@WakanimRUS), « 1194608429169553409 », sur Twitter, 13 novembre 2019 (consulté le 13 novembre 2019)
66. ↑  (en) Rafael Antonio Pineda, « Aniplus Asia to Screen Rascal Does Not Dream of a Dreaming Girl Film in Southeast Asia : Film opened in Japan on June 15, has earned 373.52 million yen », sur Anime News Network, 15 juillet 2019 (consulté le 15 juillet 2019)
67. ↑  (en) Rafael Antonio Pineda, « Rascal Does Not Dream of a Dreaming Girl Film Screens in Singapore on August 17, 18 : Theatergoers will receive mini-character board, film strip », sur Anime News Network, 26 juillet 2019 (consulté le 26 juillet 2019)
68. ↑  (en) Rafael Antonio Pineda, « Rascal Does Not Dream of a Dreaming Girl Film Screens in Thailand on August 24 », sur Anime News Network, 26 juillet 2019 (consulté le 26 juillet 2019)
69. ↑  (en) Rafael Antonio Pineda, « Rascal Does Not Dream of a Dreaming Girl Film Screens in Philippines on November 13 », sur Anime News Network, 25 octobre 2019 (consulté le 26 octobre 2019)
70. ↑  (ja) « 劇場アニメ「青春ブタ野郎はおでかけシスターの夢を見ない」公式サイト », sur ao-buta.com (consulté le 1er avril 2024)
71. ↑  Crunchyroll FR, « Tweet » , 12 juin 2023
72. ↑  (en) Daryl Harding, « Rascal Does Not Dream of a Sister Venturing Out Theatrical Anime Reveals First Trailer, Visual » , sur www.crunchyroll.com, 25 mars 2023 (consulté le 1er avril 2024)
73. ↑  (en-US) Anime Expo, « CloverWorks presents the Rascal Does Not Dream of a Sister Venturing Out U.S. Premiere at Anime Expo 2023! », sur Anime Expo, 7 juin 2023 (consulté le 1er avril 2024)
74. ↑  (en) « Rascal Does Not Dream of a Sister Venturing Out & Knapsack Kid Films Confirmed in U.S. Theaters in March », sur Anime News Network, 1er avril 2024 (consulté le 1er avril 2024)
75. ↑  Mohamed Mir, « Rascal Does Not Dream of Santa Claus : Nouveaux Trailer, visuel et personnage », sur Crunchyroll News, 23 novembre 2024
76. ↑  Mohamed Mir, « Rascal Does Not Dream of Santa Claus : Trailer, diffusion en juillet 2025 », sur www.crunchyroll.com, 22 mars 2025 (consulté le 22 mars 2025)
77. ↑  (en) Crystalyn Hodgkins, « Roundup of Newly Revealed Print Counts for Manga, Light Novel Series - November 2018 : Bungo Stray Dogs, Seven Deadly Sins, Yona of the Dawn, Terra Formars, Seishun Buta Yaro, more », sur Anime News Network, 2 décembre 2018 (consulté le 5 décembre 2018)
78. ↑  (en) Mikikazu Komatsu, « Hajime Kamoshida's Rascal Light Novel Series Tops One Million Copies in Print : CloverWorks-animated TV anime adaptation is now streamed on Crunchyroll », sur Crunchyroll, 19 novembre 2018 (consulté le 5 décembre 2018)
79. ↑  (en) Egan Loo, « Top-Selling Light Novels in Japan: January 2019 : Classroom of the Elite sells 68,519, followed by 2 DanMachi books, 2 Promised Neverland books, 4 Seishun Buta books, Eromanga Sensei », sur Anime News Network, 14 février 2019 (consulté le 17 juin 2019)
80. ↑  (en) Egan Loo, « Top-Selling Manga in Japan by Series: 2019 : Oricon: Demon Slayer: Kimetsu no Yaiba sells 12 million to end One Piece's 11-year reign », sur Anime News Network, 27 novembre 2019 (consulté le 28 novembre 2019)
81. ↑  (en) Egan Loo, « Top-Selling Light Novels in Japan by Series: 2020 (First Half) : Demon Slayer: Kimetsu no Yaiba sells 1.2 million, followed by Sword Art Online, That Time I Got Reincarnated as a Slime », sur Anime News Network, 28 mai 2020 (consulté le 28 mai 2020)
82. ↑  (ja) « 『青春ブタ野郎』シリーズが累計200万部を突破 全国一部書店にて書き下ろしSS付リーフレットを限定配布 », sur ln-news.com,‎ 10 décembre 2020 (consulté le 27 décembre 2020)
83. ↑  (ja) « 劇場版「青ブタ」桜島麻衣が湘南・藤沢のフィルムコミッションPR大使に », sur natalie.mu,‎ 27 mai 2019 (consulté le 17 juin 2019)
84. ↑  (en) Lynzee Loveridge, « Rascal Does Not Dream of Bunny Girl Senpai Appointed City PR Ambassador », sur Anime News Network, 1er juin 2019 (consulté le 17 juin 2019)
85. ↑  (en) Rafael Antonio Pineda, « 2nd Girls & Panzer Finale Film Opens at #4, UtaPri at #6 : Godzilla, Rascal, Children of the Sea, Kingdom, Ibuki in top 10 », sur Anime News Network, 17 juin 2019 (consulté le 18 juin 2019)
86. ↑  (ja) « 劇場版「青ブタ」興収2.5億円を突破！石川界人「ブガッティのシロンが買える」 », sur natalie.mu,‎ 28 juin 2019 (consulté le 28 juin 2019)
87. ↑  (en) Rafael Antonio Pineda, « Free! Road to the World: Yume Film Opens at #9 : The Fable, Anpanman, UtaPri, Godzilla stay in top 10 », sur Anime News Network, 8 juillet 2019 (consulté le 15 juillet 2019)

### Œuvres
Édition japonaise
Light novel
1. 1 2  (ja) « 青春ブタ野郎はバニーガール先輩の夢を見ない », sur Dengeki Bunko (consulté le 2 octobre 2018)
2. 1 2  (ja) « 青春ブタ野郎はプチデビル後輩の夢を見ない », sur Dengeki Bunko (consulté le 2 octobre 2018)
3. 1 2  (ja) « 青春ブタ野郎はロジカルウィッチの夢を見ない », sur Dengeki Bunko (consulté le 2 octobre 2018)
4. 1 2  (ja) « 青春ブタ野郎はシスコンアイドルの夢を見ない », sur Dengeki Bunko (consulté le 2 octobre 2018)
5. 1 2  (ja) « 青春ブタ野郎はおるすばん妹の夢を見ない », sur Dengeki Bunko (consulté le 2 octobre 2018)
6. 1 2  (ja) « 青春ブタ野郎はゆめみる少女の夢を見ない », sur Dengeki Bunko (consulté le 2 octobre 2018)
7. 1 2  (ja) « 青春ブタ野郎はハツコイ少女の夢を見ない », sur Dengeki Bunko (consulté le 2 octobre 2018)
8. 1 2  (ja) « 青春ブタ野郎はおでかけシスターの夢を見ない », sur Dengeki Bunko (consulté le 2 octobre 2018)
9. 1 2  (ja) « 青春ブタ野郎はランドセルガールの夢を見ない », sur Dengeki Bunko (consulté le 2 octobre 2018)
10. 1 2  (ja) « 青春ブタ野郎は迷えるシンガーの夢を見ない », sur Dengeki Bunko (consulté le 24 janvier 2020)
11. 1 2  (ja) « 【ドラマＣＤ付き特装版】青春ブタ野郎は迷えるシンガーの夢を見ない　青春ブタ野郎はパウダースノーの夢を見ない », sur Kadokawa Corporation (consulté le 18 octobre 2019)
12. 1 2  (ja) « 青春ブタ野郎はナイチンゲールの夢を見ない », sur Dengeki Bunko (consulté le 27 décembre 2020)
13. 1 2  (ja) « 青春ブタ野郎はマイスチューデントの夢を見ない », sur Dengeki Bunko (consulté le 22 décembre 2022)
14. 1 2  (ja) « 青春ブタ野郎はサンタクロースの夢を見ない », sur Dengeki Bunko (consulté le 23 juin 2023)
15. 1 2  (ja) « 青春ブタ野郎はガールフレンドの夢を見ない », sur Dengeki Bunko (consulté le 7 avril 2024)
16. 1 2  (ja) « 青春ブタ野郎はディアフレンドの夢を見ない », sur Dengeki Bunko (consulté le 7 avril 2024)

Manga
Seishun buta yarō wa Bunny Girl-senpai no yume o minai
1. 1 2  (ja) « 青春ブタ野郎はバニーガール先輩の夢を見ない １ », sur Kadokawa (consulté le 25 novembre 2018)
2. 1 2  (ja) « 青春ブタ野郎はバニーガール先輩の夢を見ない ２ », sur Kadokawa (consulté le 25 novembre 2018)

Seishun buta yarō wa Petit Devil-kōhai no yume o minai
1. 1 2  (ja) « 青春ブタ野郎はプチデビル後輩の夢を見ない １ », sur Kadokawa (consulté le 25 novembre 2018)
2. 1 2  (ja) « 青春ブタ野郎はプチデビル後輩の夢を見ない ２ », sur Kadokawa (consulté le 25 novembre 2018)

Seishun buta yarō wa Logical Witch no yume o minai
1. 1 2  (ja) « 青春ブタ野郎はロジカルウィッチの夢を見ない １ », sur Kadokawa (consulté le 27 décembre 2020)
2. 1 2  (ja) « 青春ブタ野郎はロジカルウィッチの夢を見ない ２ », sur Kadokawa (consulté le 21 juin 2022)

Seishun buta yarō wa orusuban imōto no yume o minai
1. 1 2  (ja) « 青春ブタ野郎はゆめみる少女の夢を見ない １ », sur Kadokawa (consulté le 8 octobre 2023)
2. 1 2  (ja) « 青春ブタ野郎はゆめみる少女の夢を見ない ２ », sur Kadokawa (consulté le 10 octobre 2024)

Seishun buta yarō wa hatsukoi shōjo no yume o minai
1. 1 2  (ja) « 青春ブタ野郎はおるすばん妹の夢を見ない １ », sur Kadokawa (consulté le 8 octobre 2023)
2. 1 2  (ja) « 青春ブタ野郎はおるすばん妹の夢を見ない ２ », sur Kadokawa (consulté le 7 avril 2024)
3. 1 2  (ja) « 青春ブタ野郎はおるすばん妹の夢を見ない 3 », sur Kadokawa (consulté le 10 octobre 2024)

Seishun buta yarō wa shisukon aidoru no yume o minai
1. 1 2  (ja) « 青春ブタ野郎はシスコンアイドルの夢を見ない １ », sur Kadokawa (consulté le 18 mai 2025)

Édition française
Manga
Rascal Does Not Dream of Bunny Girl Senpai
1. 1 2  « Rascal Does Not Dream of Bunny Girl Senpai 1 », sur manga-news.com (consulté le 24 janvier 2020)
2. 1 2  « Rascal Does Not Dream of Bunny Girl Senpai 2 », sur manga-news.com (consulté le 24 janvier 2020)

Rascal Does Not Dream of Little Devil Kohai
1. 1 2  « Rascal Does Not Dream of Little Devil Kohai 1 », sur manga-news.com (consulté le 4 juin 2020)
2. 1 2  « Rascal Does Not Dream of Little Devil Kohai 2 », sur manga-news.com (consulté le 27 décembre 2020)